# Ефремово-Степановка
Ефре́мово-Степа́новка — слобода в Тарасовском районе Ростовской области.
Административный центр Ефремово-Степановского сельского поселения.

## География

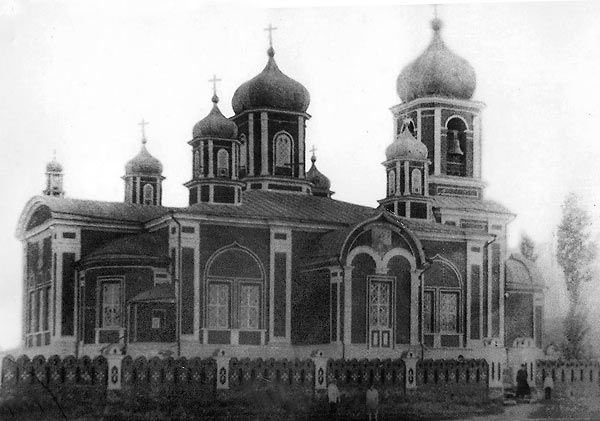
Ефремово-Степановка. Церковь Стефана Архидиакона

Ефремово-Степановка находится в северной части Ростовской области на реке Калитва. Село стоит в огромной низменности. В окрестностях села расположено много родников.

## История
В 1938—1956 годах Ефремово-Степановка являлась центром Колушкинского района.

## Население
| 2010 |
| ---- |
| 969  |

## Улицы
| - ул. Будённого - ул. Горячая - ул. Кирова - ул. Красных партизан - ул. Криничная - ул. Ленина - ул. Липовая | - ул. Молотова - ул. Новая - пер. Новый - ул. Октябрьская - ул. Первомайская - ул. Розы Люксембург |

## Инфраструктура
В слободе расположены школа № 1 и дом культуры.

## Достопримечательности
- Святой источник, в народе называемый Криничка.
- Церковь Стефана Архидиакона с престолами Стефана архидиакона, Николая Чудотворца, иконы Божией «Всех скорбящих Радость»[2], построенная в 1864 году.